# Po (personaje de Kung Fu Panda)
Ping Xiao Po (nombre de nacimiento Li Lotus) más conocido como Po es un personaje ficticio y el protagonista de la franquicia Kung Fu Panda. Es un panda gigante que de manera improbable es elegido como el Guerrero Dragón. Él es hijo adoptivo del Sr. Ping y el hijo biológico de Li Shan, y es uno de los estudiantes del maestro Shifu. La profecía se refiere a Po como el Guerrero Dragón o guerrero de blanco y negro. En la serie de televisión Kung Fu Panda: La leyenda de Po, se revela que Po tiene la habilidad de aprender Kung Fu.

## Trasfondo
En Kung Fu Panda 2, se revela que Po vivía en un pueblo de pandas hasta que el sádico y letal albino pavo real Lord Shen lo destruyó como parte de su campaña para exterminar a la especie, para evitar que se cumpliera la profecía de que un guerrero "blanco y negro" lo derrotaría. El padre de Po se quedó para defender la aldea, mientras su madre huyó con su hijo para tratar de salvarlo. La madre de Po logró eludir temporalmente a los lobos y ocultó a su hijo en una caja de rábanos, sin embargo, para alejar a las fuerzas de Shen de su hijo, debió abandonarlo. La caja viajó a través de China hasta llegar a un pueblo en el Valle de la Paz, donde el dueño de una tienda de fideos, el Sr. Ping, encontró al cachorro panda. El Sr. Ping decidió criarlo como su hijo, dándole el nombre de Po. Sin recuerdos conscientes de su vida pasada, Po creció bajo el cuidado del Sr. Ping y se dedicó a aprender sobre su negocio.

## Personalidad
Aunque la verdadera pasión de Po era el Kung fu, se mostró reacio a revelarlo para no decepcionar a su padre. A pesar de tener una personalidad dulce y amable, Po también desarrolló un intenso odio hacia sí mismo, considerándose un fracaso por ser tan obeso (aunque en realidad tiene un peso saludable para su especie) y de una especie no conocida por una tradición guerrera. Cuando se enfadaba, por lo general se atiborraba de comida para aliviar el dolor.
Su principal interés radica en el Kung Fu, de la que ha desarrollado un conocimiento enciclopédico de la tradición de los guerreros (incluso conoce el trasfondo del Maestro Cocodrilo, Master Storming Ox, y Rhino Maestro Thundering en los secretos de los Maestros), movimientos famosos de combate, fechas y artefactos históricos (incluso tiene figuras de acción de los retratos de los Cinco Furiosos, que, como se revela en los créditos de la segunda película, se hizo). Además, su profundo aprecio por las artes marciales se extiende en sus aspectos filosóficos, lo que permite a él para conseguir a veces puntos de vista de los cuales incluso maestros muy respetados como Shifu no puede concebir. A pesar de esta preferencia, Po no descuidó su formación en el oficio de su padre adoptivo, y es un excelente cocinero como resultado.

## Apariciones

### Kung Fu Panda

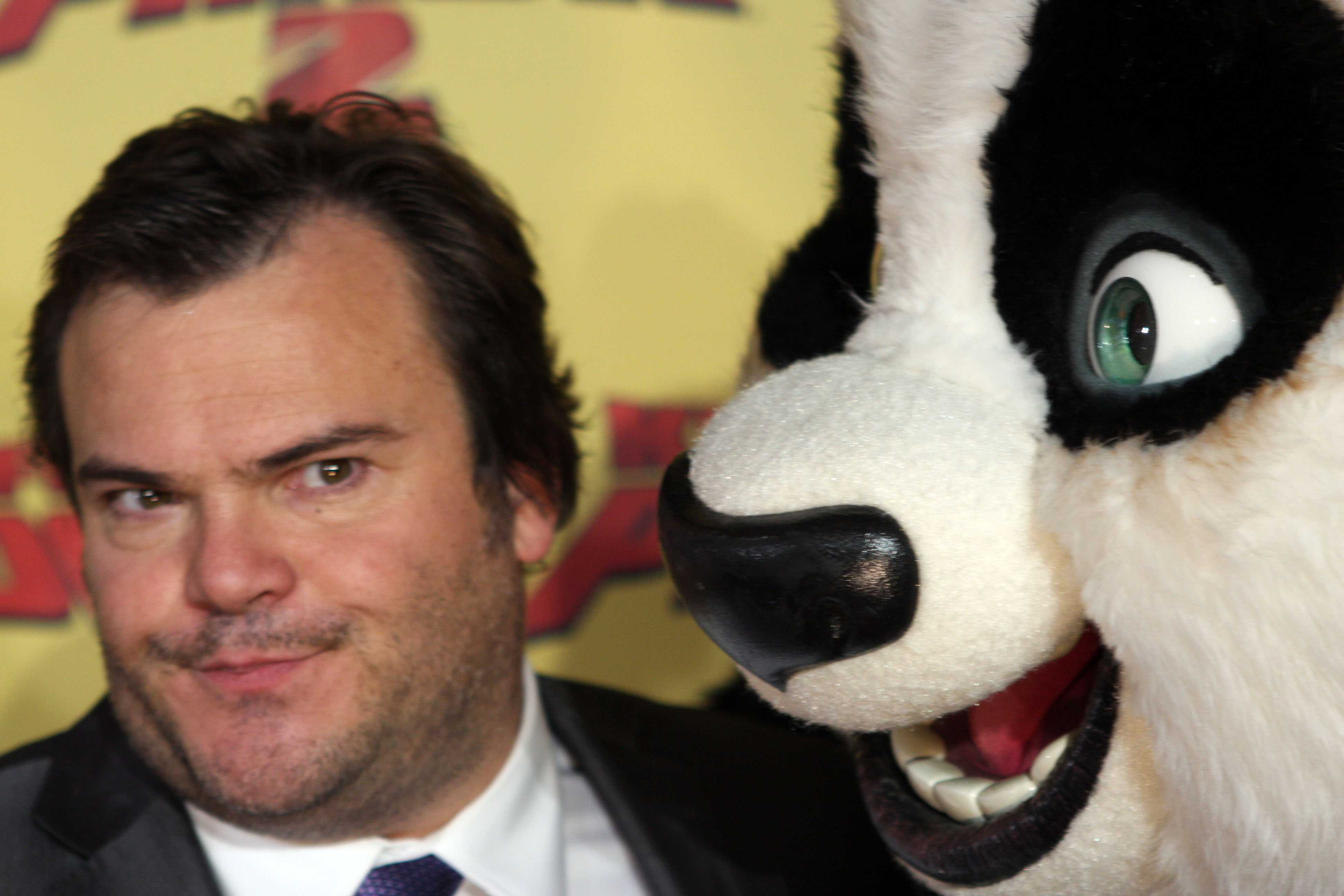
Jack Black, interpreta a Po en las películas.

Al parecer por accidente, fue reconocido como el Guerrero Dragón por el Maestro Oogway (quien proclama que "los accidentes no existen"), a pesar de las protestas de sus compañeros maestros. Durante el entrenamiento posterior, el maestro Shifu y los Cinco Furiosos no ocultaron su desprecio por él, por lo que sus actividades físicas fueron duras al punto de parecer una tortura, todo con el fin de disuadirlo. Sin embargo, con el apoyo del maestro Oogway, Po soportó sus abusos sin quejarse, con la esperanza personal de que eventualmente podría transformarse en alguien a quien se pueda respetar. Esta muestra de tenacidad indomable, aunque frustrante para Shifu, poco a poco impresionó a los Cinco Furiosos, quienes comenzaron a tratar al panda de manera amable, también encontraron, para su deleite en las comidas, que Po es un cocinero excelente.
Irónicamente, Shifu descubrió que Po puede realizar hazañas físicas considerables cuando está motivado por la comida y la utilizó para crear con él un régimen de entrenamiento personalizado. Al final de la formación, durante un duelo de práctica por un plato de dumplings, Po demostró no sólo una considerable habilidad en el combate, que incluye movimientos innovadores que utilizan su mayor volumen a su favor, sino también un poco de madurez emocional que le permitió reducir algo su dependencia emocional de la comida. Esto fue evidente cuando Po ganó el duelo y le cedió el último panecillo al vapor a Shifu porque no tenía hambre.
Ahora convencido de las habilidades de Po, Shifu presentó el Rollo del Dragón legendario a Po, sólo para descubrir que es una superficie reflectante que no tiene nada escrito. Desesperado, Shifu ordenó a Po y a los Cinco Furiosos que ayudaran a los aldeanos a escapar mientras él les daba algo de tiempo al enfrentarse  en una lucha a muerte al leopardo de las nieves Tai Lung, quien escapó de la prisión de Chor-Gong. Mientras Po ayudaba a su padre a escapar, el señor Ping le reveló que el ingrediente secreto de su sopa de ingrediente secreto es nada, la gente sólo tenía que creer que era especial. Con este consejo, Po se da cuenta del valor verdadero del empoderamiento simbólico: el poder siempre se encuentra dentro de la persona y es esta quien necesita creer que es especial.
Animado, Po fue capaz de desafiar a Tai Lung en una batalla culminante y derrotarlo con un estilo de combate improvisado, utilizando su grasa corporal, no sólo para proteger su cuerpo, sino también para desviar los ataques. Sorprendidos por su nuevo talento, los Cinco Furiosos por fin lo reconocen como un verdadero maestro del Kung fu, para su sorpresa. Desde los acontecimientos de la primera película, Po divide su tiempo entre la práctica, trabajando en la tienda de fideos de su padre y enseñando a los niños las artes marciales. En este último deber Po ha demostrado ser excepcionalmente experto en la enseñanza de su lado intelectual.

### Kung Fu Panda 2

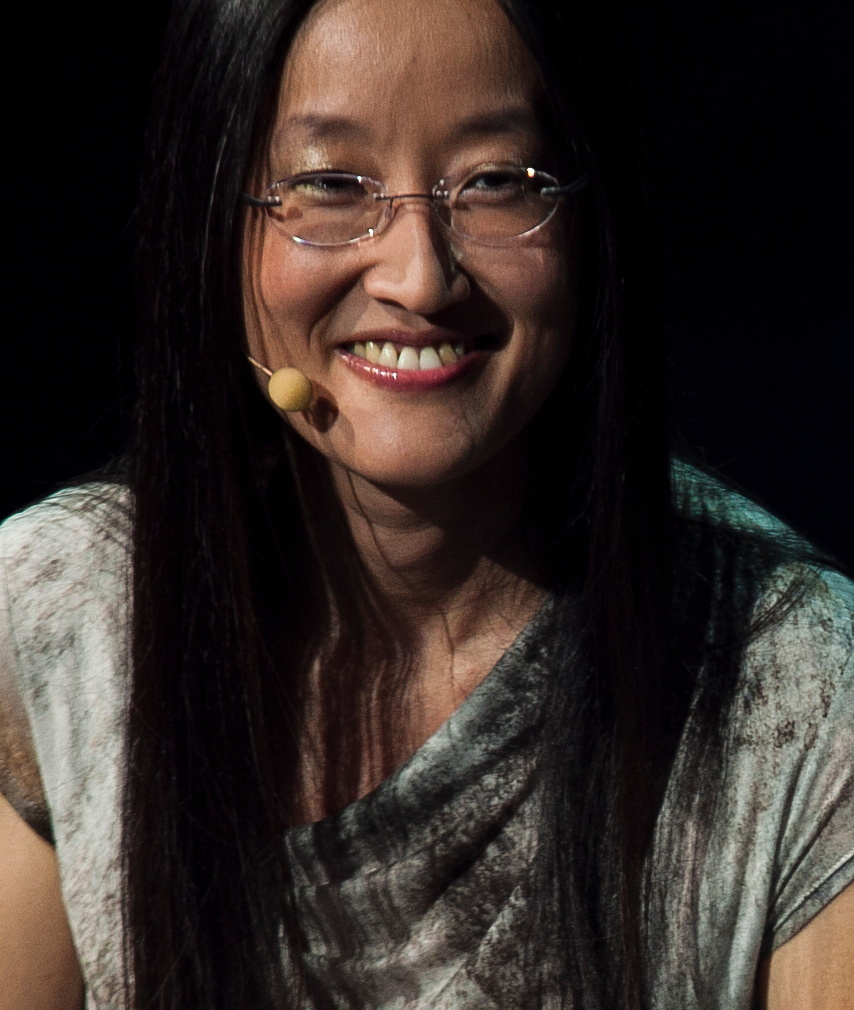
Jennifer Yuh Nelson, directora de Kung Fu Panda 2.

En Kung Fu Panda 2, Las fuerzas de los lobos de Lord Shen realizó una incursión por el metal refinado para los cañones del pavo real Señor Shen. Po intento detenerlos con los Cinco Furiosos pero se vio frustrado al ver el símbolo de fidelidad en el Lobo Jefe de la redada. Eso le trajo recuerdos traumáticos de la infancia de Po, el ataque a su pueblo y lo congeló en el lugar. Po recordó que fue adoptado por el Sr. Ping, y pidió que le contara sobre su pasado, pero el señor Ping no pudo decir nada a Po de antes de la época en que lo encontró detrás de la tienda de fideos.
Cuando el Maestro Po envió a los Cinco en una misión para detener el intento de Lord Shen de conquistar China, Po tenía sueños recurrentes e inquietantes en donde sus padres lo reemplazaban con un rábano. Era reacio a hablar de ellos, incluso con Tigresa, quien se convirtió en su confidente en el grupo. Los recuerdos de Po le produjeron un bloqueo, sobre todo al ver el mismo símbolo en el plumaje de Lord Shen. Esto posteriormente obsesionó a Po a la pregunta Shen, que provocó que casi perdiera la vida.
La Adivina rescató a Po y le puso vendas en el brazo y en el pecho, un saco agua en la parte superior de su cabeza, y agujas de acupuntura por todo el cuerpo. Po pudo recuperar la memoria y encontrar la paz interior gracias a los recuerdos de la vida plena y feliz con sus seres queridos en el Valle de la Paz. Al alcanzar la paz, Po derrotó a la flota de Lord Shen - muy para sorpresa de todos - por el uso de una técnica de artes marciales que respondió el fuego de Shen cañón, literalmente, por el acaparamiento de los proyectiles disparados y devolverlos a destruir sus lanzadores. De este modo, Po salvó a China mientras cimentaba su reputación como un guerrero poderoso.
Después, volvió al Valle de la Paz a encontrarse con el Sr. Ping y le dice que él es su padre por haberlo adoptado. Sin embargo, Po es consciente de que su padre biológico sigue vivo y que está en un escondite con los otros pandas, y él siente finalmente que su hijo está vivo.

### Kung Fu Panda: La leyenda de Po
En Kung Fu Panda: La leyenda de Po, la serie cuenta las aventuras del Maestro Po, como entrena, protege, lucha, enseña, aprende, tropieza, habla demasiado, y también como lleva a cabo su nueva vida de héroe en el Valle de la Paz. Ahora en el cuartel con los Cinco Furiosos, Po deberá afrontar muchas nuevas responsabilidades, sus muchos nuevos y viejos adversarios, muchas libras en la educación continua y las aventuras del Guerrero Dragón también.

### Kung Fu Panda 3
El malvado Kai, confinado en el reino de los espíritus desde hace 500 años, consigue arrebatarle el chi al maestro Oogway, lo que le permite regresar al mundo de los mortales. Po deberá hacer frente a dos desafíos épicos: uno, de origen sobrenatural; el otro, muy cerca de su hogar, con la aparición del que dice ser su padre biológico.

### Kung Fu Panda 4
Po enfrentando adversarios como el Guerrero Dragon, avanza para convertirse en el Líder Espiritual del Valle de la Paz, lo que significa que ya no será el Guerrero Dragón y debe encontrar un candidato adecuado para ocupar su lugar como el próximo Guerrero Dragón. El se une junto a una zorra ladrona llamada Zhen al escuchar sobre el repentino regreso de Tai Lung, pero Zhen, descubre que Tai Lung no ha regresado, solo que alguien se ha hecho pasar por él. Ella le dice que la que cambió de forma en Tai Lung es una malvada hechicera llamada La Camaleona y que si quiere detenerla, necesitará su ayuda.